# Armure (zoologie)
Pour les articles homonymes, voir Armure.

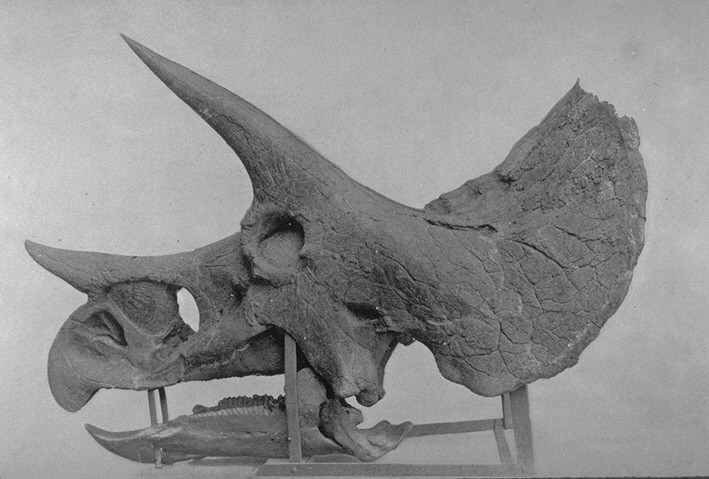
Le crâne d'un Triceratops avec sa large collerette et ses cornes, des armures naturelles.

Une armure chez les animaux est une protection externe ou superficielle contre les attaques des prédateurs, formée comme partie du corps (plutôt qu'un usage comportemental d'objets externes protecteurs), habituellement au moyen d'un durcissement des tissus corporels, d'excroissances ou de sécrétions. Elle a donc été la plupart du temps développée chez les espèces « proies ». Ces structures blindées sont en général composées de dépôts minéraux durcis, de chitine, d’os ou de kératine.
L'armure est apparente chez de nombreuses espèces animales, à la fois des temps actuels et préhistoriques. Des dinosaures tels que l’Ankylosaurus, ainsi que les Thyreophora (dinosaures blindés tels que  les Ankylosauria et les Stegosauria), ont développé des armures de plaques épaisses sur leurs corps, ainsi que des dispositifs offensifs comme des pointes à la queue ou une massue. Les armures prenaient de nombreuses formes, incluant l’ostéoderme, des pointes, des cornes et des plaques. D'autres dinosaures tels que les dinosaures ceratopsiens ainsi que quelques sauropodes comme le Saltasaurus et l’Agustinia, développaient des armures pour se défendre, bien que les armures fussent peu répandues chez les sauropodes.
À l'ère moderne, certains mollusques utilisent des coquilles comme armures. Les exosquelettes chitineux des arthropodes sont évidemment des armures. Les poissons ont une armure en forme d'écailles, qu’elles soient cosmoïdes, ganoïdes ou placoïdes, et parfois sous forme d'épines, par exemple chez les épinoches. La plaque crayeuse, les os de seiches, agissent également comme armures. La plupart des reptiles ont une peau couverte d'écailles qui les protègent des prédateurs en plus de retenir l'eau ; les scutelles du crocodile et les coques des testudines — testudinidés, tortues et terrapines sont des armures.
De nombreux mammifères — bien que leurs armures ne soient pas aussi solides que celles des reptiles — utilisent des armures et des épines, comme les épines des échidnés, des porcs-épics et des hérissons. La coque osseuse des tatous et du disparu Glyptodon était très semblable à celle de l'armure de l’Ankylosaurus. Les tatous modernes se roulent en boule quand ils sont menacés, cessant ainsi d'être exposés grâce à cette armure d'épines. De même, les écailles en forme de plaques velues du pangolin sont employées de la même façon, et sont constituées de la même matière que l'armure offensive du rhinocéros, que sont sa (ses) corne(s).
L'armure, quoiqu'elle soit utilisée dans la seule intention de repousser les agresseurs, peut se ranger en deux catégories : l'armure défensive et l'armure offensive. Voici des exemples d'armures offensives : 
cornes,
sabots,
bois (cerfs),
griffes,
becs,
massues,
pinces.
Ces armes sont développées chez certains mammifères, oiseaux, reptiles (y compris chez les dinosaures, comme les griffes des droméosauridés, la corne des cératopsiens) et chez les arthropodes. L'armure offensive est souvent utilisée en conjonction avec l'armure défensive, ce qui rend, en certains cas, un animal quasi inattaquable.

## Voir également
- Armure  (page d'homonymie)
- Massue (zoologie)
- Ostéoderme
- Scutelle

## Sources
- (en) Cet article est partiellement ou en totalité issu de l’article de Wikipédia en anglais intitulé « Armour (anatomy) » (voir la liste des auteurs).